# ATP Challenger Newcastle
Der ATP Challenger Newcastle (offiziell: Newcastle Challenger) war ein Tennisturnier, das zwischen 1991 und 1999 in Newcastle, England, ausgetragen wurde. Es gehörte zur ATP Challenger Tour und wurde im Freien auf Rasen gespielt. Peter Nyborg gewann mit zwei Titeln im Doppel als einziger Spieler mehrfach.

## Liste der Sieger

### Einzel
| Jahr | Sieger               | Finalgegner        | Ergebnis          |
| ---- | -------------------- | ------------------ | ----------------- |
| 1999 | Jeff Tarango         | Ronald Agénor      | 3:6, 6:0, 7:6     |
| 1998 | Agustín Calleri      | Salvador Navarro   | 6:3, 6:4          |
| 1997 | Fabrice Santoro      | Sébastien Grosjean | 2:6, 6:3, 6:3     |
| 1996 | nicht ausgetragen    | nicht ausgetragen  | nicht ausgetragen |
| 1995 | Dick Norman          | David Nainkin      | 6:1, 6:4          |
| 1994 | Simon Youl           | Brent Larkham      | 6:1, 7:6          |
| 1993 | Javier Sánchez       | Jonas Björkman     | 6:3, 4:6, 6:4     |
| 1992 | Greg Rusedski        | Javier Frana       | 6:3, 7:6          |
| 1991 | Christo van Rensburg | Michiel Schapers   | 6:4, 6:0          |

### Doppel
| Jahr | Sieger                              | Finalgegner                                | Ergebnis          |
| ---- | ----------------------------------- | ------------------------------------------ | ----------------- |
| 1999 | Marcus Hilpert Vaughan Snyman       | Hugo Armando Cédric Kauffmann              | 7:5, 7:6          |
| 1998 | Jeff Coetzee Edwin Kempes           | Nebojša Đorđević Dušan Vemić               | 1:6, 7:6, 6:2     |
| 1997 | Óscar Burrieza López Filippo Veglio | Arnaud Clément Rodolphe Gilbert            | 7:5, 4:0 aufgg.   |
| 1996 | nicht ausgetragen                   | nicht ausgetragen                          | nicht ausgetragen |
| 1995 | Andrew Foster Danny Sapsford        | Nebojša Đorđević Lorenzo Manta             | 3:6, 6:1, 6:2     |
| 1994 | Neil Broad Simon Youl               | Joshua Eagle Tom Kempers                   | 6:4, 6:7, 6:4     |
| 1993 | Jonas Björkman Peter Nyborg (2)     | Juan Ignacio Carrasco Javier Sánchez       | 6:4, 6:4          |
| 1992 | Javier Frana Christo van Rensburg   | Kent Kinnear Peter Nyborg                  | 7:6, 7:6          |
| 1991 | Nicholas Fulwood Peter Nyborg (1)   | John-Laffnie de Jager Christo van Rensburg | 7:6, 6:1          |